# Olimpia Football Club
El Olimpia Football Club, o simplemente Olimpia, fue un club de fútbol uruguayo de la ciudad de Montevideo. Fue fundado en 1922 y desde el  11 de mayo de 1932 el club desapareció, tras fusionarse con el Club Atlético Capurro para dar origen al Club Atlético River Plate.

## Historia

Bandera del Olimpia Football Club.

El 13 de marzo de 1922 surge a la vida el Olimpia Football Club. La primera presidencia del club fue ejercida por uno de sus fundadores, Lorenzo Batlle Berres.

### Participaciones en torneos de FUF
Olimpia se unió al Torneo de la FUF de 1923, primer torneo organizado por la Federación Uruguaya de Football (nueva federación fundada durante el cisma del fútbol uruguayo por Central y Peñarol, clubes recientemente expulsados de la Asociación Uruguaya de Fútbol). En su primera participación dentro de la nueva federación culminó en octavo lugar, resultado de 17 victorias, 8 empates y 6 derrotas, y en la siguiente temporada (la última de la federación) alcanzó la cuarta colocación, tras cosechar 16 victorias, 7 empates y 9 caídas.

### Participaciones en torneos de AUF
Olimpia inició su recorrido en los torneos de AUF, en el Campeonato Uruguayo de Fútbol 1927, terminando octavo con 15 victorias, 11 empates y 12 derrotas). La siguiente temporada (1928) Olimpia no tuvo un buen desempeño y alcanzó la 12ª posición al tener 9 triunfos, 10 igualdades y 11 caídas. Para el Campeonato Uruguayo de 1929, el equipo se repuso y terminó el torneo en la quinta colocación, resultado de 11 victorias, 6 empates y 8 derrotas. Finalmente, su última participación en Primera División fue un discreto 11° lugar en el campeonato de 1931, tras obtener solo 3 triunfos, 3 igualdades y 16 derrotas.

### Fusión
En el año 1932 se concreta la implantación del fútbol profesional en el Uruguay y el 11 de mayo de ese mismo año se arriba a la fusión de Olimpia Football Club y el Club Atlético Capurro (que había sido fundado el 31 de octubre de 1914) para erigir nuevamente en el ámbito deportivo el nombre de River Plate, uno de los equipos de más relevancia durante el amateurismo, desaparecido algunos años antes (River Plate Football Club).

## Estadio
Su primera cancha, el Parque Higiene y Salud, estaba ubicada en la Avda. Gral. Flores y Larrañaga. Para el año 1926 se inauguró con un encuentro entre Olimpia y Peñarol el nuevo campo oficial, ubicado en la zona del Prado. Entonces denominado Olimpia Park, el 4 de julio de 1932 recibió su nombre actual de Parque Federico Omar Saroldi.

## Datos estadísticos del club
- Temporadas en Primera División: 4
  - Debut: 1927
  - Última participación: 1931

## Continuidad del club Olimpia
Más allá de la fusión de la sección fútbol que determina su continuidad actual como River Plate, Olimpia sigue existiendo en la actualidad como club multi-deportivo especialmente dedicado al básquetbol, con el nombre de Club Atlético Olimpia. Luego de la fusión futbolera, los "alas rojas" se mudaron de La Aguada y actualmente residen en Colón.